# Heri-wedja
Heri-wedja ist ein frühägyptischer Amtstitel, der vor allem in der ersten, später nochmal in der zweiten Dynastie belegt ist, danach nicht mehr. Der Titel „Heri-wedja“ bedeutet Oberster des Magazins und beschreibt einen Beamten, der königliche Grab- und Tempelmagazine und/oder königliche Domänen betreute und kontrollierte. Die übliche Schreibweise des vollen Titels war „Heri-wedja + Name der Institution“. Ein bekannter Träger dieses Titels war der Beamte Amka, der unter den Königen Djer, Wadji und Hor-Den Karriere machte.